# Человек ниоткуда (телесериал)
«Человек ниоткуда» (англ. Nowhere Man) — американский телесериал, впервые показанный в 1995-1996 гг. В центре сюжета — история фотожурналиста Тома Вэйла, чья жизнь была стёрта из-за одной фотографии.

## Краткое содержание каждой серии
1. Абсолютный ноль (Пилотная серия, 64 минуты. Все остальные эпизоды - 44 минуты.)
Пока Том курит в туалете ресторана, всю его жизнь стирают.
2. Карусель.Том, представившийся доктором Беллами, проникает в институт и пытается помочь женщине, которой "промыли мозги" - "Женщине ниоткуда".
3. Невероятный Дерек.
Том встречает мальчика, который обладает даром телепатии.
4. Кое-что о ней.
На Томе пробуют применить специфичную технику для промывки мозгов.
5. Рай у твоих дверей.
Тома похищают и удерживают силой в "Нью Фениксе". Это место наполнено "людьми ниоткуда", которые живут словно в деревне из сериала "The Prisoner".
6. Паутина паука.
Том приходит на запись телевизионного шоу, в котором были кадры из его прошлого, и несколько очень точных сцен из жизни самого Тома. В конце эпизода видна записка, на которой написано: "Макс, ты прав. Когда кто-то слишком сильно чего-то желает, он становится предсказуемым".
7. Настоящие безумие.
Доставляя пиццу, Том знакомится с живущим в уединении экспертом по компьютерам, который пытается помочь ему найти и взломать свои файлы.
8. Альфа Спайк. Том работает в странной частной средней школе уборщиком, и его обвиняют в преступлении.
9. Ты действительно имеешь власть надо мной.
Том встречает другого "человека ниоткуда", Газа, который очень давно находится в бегах.
10. Отец.
После очень долгого отсутствия Том навещает своего отца. А это действительно его отец?
11. Враг внутри.
У Тома появляется шанс начать жизнь заново и забыть о прошлом.
12. Это не такая уж прекрасная жизнь.
Том узнаёт, что люди, которые преследовали его, наконец арестованы. К нему возвращается его жена, Элисон. Она говорит Тому, что всё будет хорошо, как раньше, но как только он отдаст негатив.
13. Контакт.
Тому достаётся карманный компьютер, набитый важной информацией.
14. Сердце темноты.
Притворяясь новым рекрутом, Том проникает в военизированную организацию.
15. Вечно молодой.
Работая в частной лечебнице, Том обнаруживает, что над пациентами проводятся странные эксперименты.
16. Осветить тебя светом.
Том расследует факты появления НЛО.
17. Оставайтесь настроенными.
Будучи проездом в небольшом городке, Том выясняет, что местные политики используют "25-й кадр". Дополнительный невидимый кадр в телевизионной картинке служит для манипуляции общественным мнением.
18. "Скрытый распорядок".
История фотографии "Скрытый распорядок".
19. Двойник.
Том узнает, что у него есть двойник, его полная и точная копия.
20. Через линзу, в темноту.
Любимый эпизод Ларри Херцога. Том заперт в доме с таинственным мужчиной, который мучает его психологически с помощью телепатии или телекинеза.
21. Темная сторона луны.
Том был втянут в уличную разборку с бандой панков, когда пытался найти свои украденные негативы.
22. Калавэй.
Том опять попал в институт умственных заболеваний.
23. Ноль минус десять.
Снова вернулась Элисон. И всё будет просто замечательно, если он отдаст ей негатив.
24. Марафон.Том встретился с людьми из ФБР. Действительно ли они на его стороне?
25. Близнецы.
Последний эпизод. Том наконец-то находит ответы... Но реальны ли они? Или это снова лишь части какой-то головоломки?